# Downtown Train - Selections from the Storyteller Anthology
Downtown Train - Selections from the Storyteller Anthology è la sesta raccolta di Rod Stewart, pubblicata nel 1990 dalla Warner Bros. esclusivamente per il mercato statunitense.
È una selezione di brani dalla precedente raccolta Storyteller - The Complete Anthology: 1964-1990 del 1989.

## Tracce
1. Stay With Me – 4:38
2. Tonight's the Night (Gonna Be Alright) – 3:56
3. The Killing of Georgie (Part I and II) – 6:27
4. Passion – 5:32
5. Young Turks – 5:02
6. Infatuation – 5:13
7. People Get Ready – 4:53
8. Forever Young – 4:04
9. My Heart Can't Tell You No – 5:13
10. I Don't Want to Talk About It – 4:53
11. This Old Heart of Mine (Is Weak for You) – 4:11
12. Downtown Train – 4:39

## Classifiche

### Classifiche settimanali
| Classifica (1990) | Posizione massima |
| ----------------- | ----------------- |
| Canada            | 3                 |
| Stati Uniti       | 20                |

### Classifiche di fine anno
| Classifica (1990) | Posizione |
| ----------------- | --------- |
| Canada            | 15        |
| Stati Uniti       | 81        |